# Lipaugus vociferans
El guardabosques gritón (Lipaugus vociferans), también denominado guardabosques chillón (en Colombia), minero (en Venezuela), piha gritona (en Perú y Ecuador) o minero gritón, es una especie de ave paseriforme de la familia Cotingidae perteneciente al género Lipaugus. Es nativo de América del Sur, en toda la Amazonia, en el Escudo guayanés y en el este de Brasil.

## Distribución y hábitat
Se distribuye desde el este y sur de Venezuela (sureste de Sucre, Delta Amacuro, Bolívar, Amazonas), Guyana, Surinam, Guayana francesa, y áreas selváticas por toda la cuenca del Amazonas (al oeste desde el borde de los Andes) desde Ecuador, Colombia y Brasil hacia el sur por Perú hasta Bolivia; también en la región costera del este de Brasil comprendida entre Pernambuco y Espírito Santo.
Esta especie es considerada bastante común en sus hábitat naturales, las selvas húmedas principalmente abajo de los 500 m y hasta los 1400 m de altitud, en la Amazonia así como en el alto Orinoco y en la Mata Atlántica brasileña. Es común en el estrato medio del bosque alto, tanto de terra firme como en el bosque inundable, llegando muy raramente hasta los bordes del bosque.

## Descripción
En promedio mide 25 cm de longitud y pesa 80 g. Su plumaje es completamente gris, más claro en el vientre y el pecho. Puede presentar matices canela a rufos en las alas, en las coberteras y en las punta de las timoneras, especialmente los ejemplares juveniles.

### Vocalización
Como sus nombres científico y populares indican, es una de las más poderosas y más conocidas voces de aves de toda la Amazonia.
Su llamado, que repite hasta cuatro veces seguidas, suena «uiii uiii-ah», algunas veces con dos notas «uiii» iniciales. También hace llamados en serie «towu» y canta en coro una serie de  «ouh-ah» que culmina «squii... squi-ah».

## Comportamiento
Se encarama erecto en el interior de la selva y periódicamente da vuelos para capturar grandes insectos o atrás de frutos, algunas veces con bandadas mixtas, pero casi siempre solitario. A pesar de su canto poderoso y característico puede ser muy difícil de ver.

### Alimentación
Se alimenta principalmente de frutos y además de insectos.

### Reproducción
Durante el período reproductivo, los machos, se juntan en grupos de cuatro a diez individuos en exhibición para las hembras. En las partes bajas en medio del bosque establecen una separación de 40 a 60 m entre cada uno para tener su lek propio para realizar su exhibición. El nido es una pequeña plataforma sobre una rama de un árbol, a unos siete metros de altura y es completamente ocultado por la hembra que se posa allí.

## Sistemática

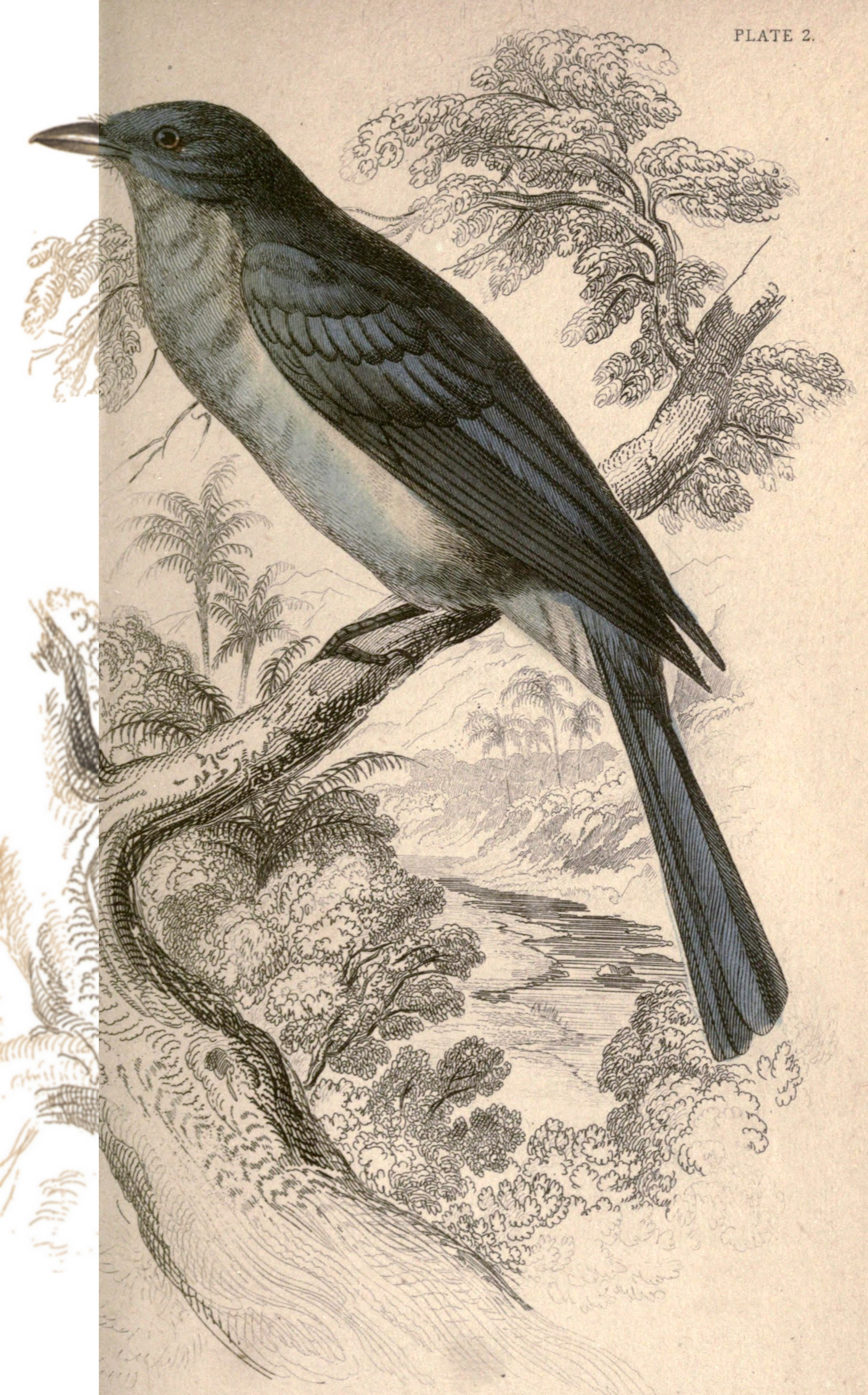
Lathria cinerea sinónimo de Lipaugus vociferans, ilustración de Swainson, 1845.

### Descripción original
La especie L. vociferans fue descrita por primera vez por el naturalista alemán Maximilian zu Wied-Neuwied en 1820 bajo el nombre científico Muscicapa vociferans; la localidad tipo es «Fazenda Pindoba, norte de Caravellos, Bahía, Brasil.».

### Etimología
El nombre genérico masculino «Lipaugus» deriva del griego «λιπαυγης lipaugēs» que significa ‘oscuro’, ‘abandonado por la luz’; y el nombre de la especie «vociferans», proviene del latín «vociferans, vociferantis» que significa ‘gritador’.

### Taxonomía
A pesar del incremento en las medidas y en el peso desde el norte al suroeste del rango, y a la presencia de una población aislada en el este de Brasil, las variaciones son consideradas insuficientes para merecer la descripción de subespecies geográficas. Es monotípica.